# Зеленов, Николай Александрович
Никола́й Алекса́ндрович Зелено́в (28 мая 1932, Нижегородский край — 6 февраля 2019, Нижнекамск) — советский организатор и руководитель производства нефтеперерабатывающей и нефтехимической промышленности.  Директор Нижнекамского шинного завода — генеральный директор Нижнекамского производственного объединения «Нижнекамскшина» в 1971—1997 годах.

## Биография
Родился 28 мая 1932 года в городе Лысково Нижегородского края (ныне — Нижегородской области).
Трудовую деятельность начал в 1950 году лаборантом средней школы № 6 затона Память Парижской коммуны в Горьковской (ныне — Нижегородской) области. В 1951 году поступил в Московский институт тонкой химической технологии имени М.В.Ломоносова (ныне — Московский технологический университет (МИТХТ)), который окончил в 1956 году по специальности «Технология резины», получив диплом инженера-химика-технолога.
В 1956—1971 годах работал на Воронежском шинном заводе, где прошёл путь от мастера до заместителя главного инженера завода.
Приказом Министра нефтеперерабатывающей и нефтехимической промышленности СССР от 15 июня 1971 года был назначен директором Нижнекамского шинного завода — ещё только строящегося шинного производства на Нижней Каме в городе Нижнекамск Татарской АССР (ныне — Республики Татарстан).
Руководил предприятием свыше 25 лет, которое в апреле 1977 года было преобразовано в Нижнекамское производственное объединение «Нижнекамскшина», а Н. А. Зеленов назначен его генеральным директором.
В 1997—1998 годах являлся председателем совета директоров ОАО «Нижнекамскшина». С 1998 года до последних дней жизни работал советником председателя совета директоров ОАО «Нижнекамскшина», принимая активное участие в разработке и реализации инвестиционных проектов шинного комплекса, был одним из авторов брендов автошин «КАМА», «КАМА-Евро» и «Viatti».
Избирался депутатом Верховного Совета Татарской АССР/ССР 11-го (1985—1990) и 12-го (1990—1992) созывов, Государственного Совета Республики Татарстан 1-го созыва (1995—2000), Нижнекамского городского Совета народных депутатов.
Жил в Нижнекамске. Ушёл из жизни 6 февраля 2019 года.

## Награды
- орден Октябрьской Революции (20.02.1981);
- орден Трудового Красного Знамени;
- медали СССР и Российской Федерации;
- Орден «За заслуги перед Республикой Татарстан»;
- Медаль ордена «За заслуги перед Республикой Татарстан».
- Заслуженный работник промышленности СССР (20.12.1991) — за большой личный вклад в достижение высоких технико-экономических показателей, освоение новых высокоэффективных видов продукция и успешное решение социальных вопросов.
- Заслуженный химик РСФСР (16.11.1988) — за заслуги в области нефтеперерабатывающей и нефтехимической промышленности и многолетний добросовестный труд.
- Заслуженный химик Татарской АССР.
- Почётный гражданин города Нижнекамска.
- Почётный гражданин Нижнекамского района Республики Татарстан (11.09.1984).

## Сочинения
Зеленов Н. Моё колесо Фортуны. Записки «красного директора». Татарское книжное издательство.